# Crucifix (Michelangelo)
Het Crucifix van Michelangelo is een houten kruisbeeld met corpus dat zich bevindt in de sacristie van de Santo Spirito in Florence. Michelangelo vervaardigde het beeld waarschijnlijk in 1492.

## Geschiedenis
Na de dood van zijn beschermer Lorenzo de' Medici toen Michelangelo 17 jaar oud was, was hij een geregelde gast in het klooster van Santa Maria del Santo Spirito in Florence. In het klooster kreeg hij van de abt de kans om uitgebreid anatomisch onderzoek te doen bij overledenen uit het hospitaal dat van het klooster deel uitmaakte. Michelangelo's biograaf Vasari vertelt in zijn biografie van de kunstenaar dat Michelangelo, als dank voor de gastvrijheid, voor de abt een houten crucifix maakte voor boven het hoogaltaar. Het werk werd, ondanks de specifieke omschrijving ervan door Vasari, lang als verloren beschouwd, totdat, in 1962, experts het beeld in de Santo Spirito als authentiek beschouwden. Een onderzoek in 2001 bevestigde daarna de authenticiteit.
Het crucifix is tegenwoordig te zien in de achtzijdige sacristie van de Santo Spirito.

## Figuur
Het beeld is van gepolychromeerd hout. Het is een van de weinige werken van de kunstenaar in hout, en is opvallend vanwege de naaktheid van de Christusfiguur, wat een zeldzaamheid is bij kruisbeelden in de christelijke kunst. Het hoofd van de Christusfiguur toont een opvallende gelijkenis qua stijl en uitdrukking met de gezichten van Maria en Christus van de Pietà van Michelangelo in de Sint-Pietersbasiliek in Rome.

## Ander crucifix toegeschreven aan Michelangelo
In 2008 kocht de Italiaanse overheid van een antiekdealer voor € 3,2 miljoen een ander houten corpus van een kruisbeeld. Het beeld werd als een werk van Michelangelo beschouwd. De toeschrijving van dit werk is echter onduidelijk. Veel experts denken dat dit beeld het werk van Jacopo Sansovino is.
Beeldhouwwerk: Madonna della scala (ca. 1491) · Strijd van de centauren (1492) · Crucifix (1492) · Sint Proculus · Sint Petronius · Bacchus (1497) · Pietà (ca. 1498-1499) · Madonna met kind (1501-1504) · David (ca. 1501-1504) · Tondo Pitti (1503) · Beelden van Paulus en Petrus op het Piccolomini-altaar, 1503 en 1504 · Tadei Tondo (1504-1506) · Matteüs (1505) · Mozes (1513-1516) · Rebellerende Slaaf (ca. 1513) · Stervende Slaaf (ca. 1513) · Cristo della Minerva (1515-1521) · Nieuwe Sacristie · Giuliano de' Medici · de Dag · de Nacht · Lorenzo de'Medici · de Ochtend · de Avond · De Medici Madonna · Jonge Slaaf (1520-1523) · Atlas Slaaf (1520-1523) · Bebaarde Slaaf (1520-1523) · Ontwakende Slaaf (1520-1523) · Apollo (1530) · Hurkende jongen (1530-1534) · De Overwinning (1532-1534) · Brutus (1540) · Florence Pietà (1547-1553) · Rondanini Pietà (1550-1564) 

Schilderij: De Verzoeking van de H. Antonius (1487-1488) · Madonna met kind en St.-Johannes en de engelen (ca. 1497) · De Graflegging (1500-1501) · Tondo Doni (ca. 1504) · Plafond van de Sixtijnse Kapel (1508-1512) · Het laatste oordeel (1541) · De bekering van Paulus (1542-1545) · De kruisiging van Petrus (1546-1550) 

Architectuur: Biblioteca Medicea Laurenziana (Florence, 1525) · Piazza del Campidoglio (Rome, 1536-1546) · Koepel van de Sint-Pietersbasiliek (Rome, 1546-1564) · Santa Maria degli Angeli e dei Martiri (Rome, 1561) · Porta Pia (Rome, 1564)
- Gemeinsame Normdatei: 7510709-0